# 如意輪寺 (愛知県南知多町)
如意輪寺（にょいりんじ）は、愛知県知多郡南知多町内海中之郷12にある真言宗豊山派の寺院。

## 概要
本尊は如意輪観世音菩薩。伝弘法大師作の如意輪観音像を本尊とすることが寺号の由来。

## 沿革
奈良時代の神亀年間（724年～729年）、行基菩薩の建立と伝わる観福寺の一院として創建された。南北朝時代から戦国時代にかけて観福寺は衰退し、子院の多くも荒廃していった。しかし天文2年（1533年）、帰依者によって現在地に堂宇が建立された。天正2年（1574年）、梅山和尚が中興開山となった。現在の寺号である如意輪寺は、この際に稲沢の萬徳寺から附されたとされる。
文政7年（1824年）には妙楽寺の亮山阿闍梨和尚らによって知多四国霊場が開かれ、如意輪寺は46番札所となった。当時の如意輪寺は知多半島でも有力な寺だったため、文政8年（1825年）には知多四国霊場の本部が置かれている。明治初期まで、中之郷入見神社の別当を兼務していた。
2002年（平成14年）、本堂を境内の一段高い場所まで曳き上げ、大規模な移設修繕が行われた。この際に山門や塀も整えられた。

## 境内
- 本堂
- 祖師堂
- 庚申堂
- 地蔵堂
- 護摩堂

## 文化財

### 町指定文化財
南知多町指定文化財の円空仏は普段は非公開であるが、旧暦10月8日から10月12日には開帳される。
- 円空仏薬師如来像[5] - 2001年（平成13年）12月1日指定。円空が貞享年間から元禄年間初期（1684年～1689年）頃に彫ったとされる。